# Caraipa llanorum
Caraipa llanorum är en tvåhjärtbladig växtart. Caraipa llanorum ingår i släktet Caraipa och familjen Calophyllaceae.

## Underarter
Arten delas in i följande underarter:
- C. l. cordifolia
- C. l. llanorum